# Hydrocynus
Hydrocynus ist eine Gattung der Fische aus der Familie der Afrikanischen Salmler (Alestidae). Die Fische leben in Süßgewässern des tropischen Afrika vom Senegal im Westen bis zum Nil im Norden, dem Turkana-See, Albertsee und Tanganjikasee im Osten und dem Okavango, Sambesi und Limpopo im Süden.

## Merkmale
Hydrocynus-Arten besitzen einen gestreckten, silbrigen Körper, werden 25 bis 133 cm lang und können ein Gewicht von maximal 50 kg erreichen. Jede einzelne Schuppe ist mit einem dunklen Fleck markiert, so dass parallele Längsstreifen entstehen, die aber nur oberhalb der Seitenlinie deutlich sichtbar sind. Die Intensität dieser Längsstreifen ist von Art zu Art verschieden. Die Rückenflosse beginnt über oder vor dem Bauchflossenansatz. Beide Kiefer sind mit einer einzelnen Reihe sehr kräftiger Zähne besetzt, die eine Schneidefunktion besitzen und auch bei geschlossenem Maul teilweise sichtbar sind. Die Zahnformel beträgt 9–14/8–12, 12–20/8–14 bei Hydrocynus goliath. Die Augen können fast völlig von einer Nickhaut bedeckt werden. Die Schwimmblase reicht nicht hinter den Anus bis in den Schwanzflossenstiel. Äußere Geschlechtsunterschiede sind nicht vorhanden.
- Flossenformel: Dorsale 2/2–8, Anale 3/11–14.

## Lebensweise
Hydrocynus-Arten leben als Raubfische in Seen und Flüssen in mittleren und oberen Wasserschichten. Von einigen Gebieten und Arten wird angenommen, dass auch Menschen im Wasser angegriffen werden.

## Arten
Insgesamt gehören fünf Arten zu der Gattung Hydrocynus, die nur schwer voneinander zu unterscheiden sind.
- Hydrocynus brevis (Günther, 1864)
- Hydrocynus forskahlii (Cuvier, 1819)
- Hydrocynus goliath (Boulenger, 1898)
- Hydrocynus tanzaniae Brewster, 1986
- Hydrocynus vittatus Castelnau, 1861